# بیلی آیویسون
بیلی آیویسون (انگلیسی: Billy Ivison؛ 5 june 1920 – ۱۲ مارس ۲۰۰۰) ورزشکار فوتبال اهل بریتانیا بود.